# Carlos María Enrique Diego Legrand
Carlos María Enrique Diego Legrand Lasserre (* 1. November 1901 in Montevideo; † 6. Dezember 1982 ebenda) war ein französisch-uruguayischer Botaniker. Sein botanisches Autorenkürzel lautet „D.Legrand“.

## Leben
C. Diego Legrand, der neben dieser Namensbezeichnung auch oft als C. D. Legrand in Erscheinung trat, kam in Montevideo als Sohn der beiden aus Frankreich stammenden Enrique (Henri) Legrand (1861–1939), ein Ingenieur und Astronom, und Enriqueta Lasserre zur Welt. Den fortgeschrittenen Teil seiner schulischen Ausbildung absolvierte er in Europa. Am 9. April 1927 heiratete er Elba Castellanos Regules. Aus dieser Ehe ging ein Sohn namens Diego hervor. Unter dem Einfluss von Guillermo Herter (1884–1958) widmete Legrand sich der Botanik und gelangte dort zu Weltruhm. Dieser gründete insbesondere auf seine Forschung hinsichtlich der Pflanzengattung Portulaca und der Myrtengewächse. Ab 1938 war er stellvertretender Direktor des Museo Nacional de Historia Natural y Antropología. Seit 1951 hatte er nach dem Tod Ergasto Héctor Corderos die Leitung des Museums bis zum Eintritt in den Ruhestand am 22. Januar 1970 inne. Am 31. Juli 1958 ernannte ihn die französische Regierung zum Ritter der Ehrenlegion. Im Dezember 1972 wurde er Ehrenvizepräsident des in Mexiko abgehaltenen Ersten Lateinamerikanischen Botanik-Kongresses (Primer Congreso Latino-Americano de Botánica). Legrand veröffentlichte mehr als 80 wissenschaftliche Arbeiten.